# 布朗冰原島峰
82°37′S 53°30′W / 82.617°S 53.500°W
布朗冰原島峰（英語：Brown Nunataks）是南極洲的冰原島峰，位於伊利沙伯女皇地，處於沃克峰西北面2公里，屬於彭薩科拉山脈的一部分，美國地質調查局根據測量和該國海軍的空中照片繪入地圖，現時由南極條約體系管理。